# 选主
选主（英語：electocracy）是一种以竞争性选举为主要特征的民主制度，在此种政制之下，公民可以投票选举出政府领导人，但不能直接参与政治决策，也不能分享政府权力。与公民能够参与制定影响他们的决策的民主相反，选主制主张决策仅限于当选的个人或者团体，并且他们可以以专制和不负责任的方式进行治理，直到下一次选举。

## 词源考究
在中文语境之下，“选主”一词的出现及普及主要归于中国新左派代表人物王绍光及其2008年出版的民主专著《民主四讲》，2009年3月，又在北京左派公社乌有之乡做了一个题为《超越选主：对现代民主制度的反思》演讲。其基本结论是抽签是比选举更公平的民主，并且称美国那种通过选举进行的民主不是真民主，自称自己创造了一个新词——“选主”。
不过，“选主”却是一个舶来品，在王绍光《民主四讲》出版之前，早在2006年5月以及9月，Kasian Tejapira以及Hugh David Scott Greenway就提及了 "electocracy"一词。Kasian Tejapira认为，在选主制度下，执政党非常不稳定而且大部分短寿，而一般的派系则更具凝聚力。简言之，选主制与民有、民治、民享背道而驰，变成选民和他们的支持的政党的政治游戏。

## 政治实践
在2006年泰國軍事政變之前，伊拉克被视为实践选主制的一个重要案例。